# 제임스 얼 레이
제임스 얼 레이(James Earl Ray, 1928년 3월 10일 ~ 1998년 4월 23일)는 미국의 백인 우월주의자로 아프리카계 미국인 인권운동가 마틴 루터 킹 주니어를 저격 암살한 범죄자이다.

## 어린 시절
일리노이주 올턴에서 루실과 조지 월리스 레이의 아들로 태어났다. 그는 아일랜드, 스코틀랜드와 잉글랜드의 선조를 가졌고, 로마 카톨릭교회 신앙으로 자라왔다.
1935년 2월 스피디 (Speedy)라는 별명으로 알려진 레이의 부친은 불량 수표를 통과하여 그러고나서 미주리주 유잉으로 이주하여 가족은 법률 집행을 피하는 데 레인스 (Raynes)로 바꾸었다. 레이는 9명의 자녀 중에 맏아들이며, 그의 밑에 존 레이, 프랭클린, 제리 윌리엄, 멜바, 캐롤, 수전과 마조리를 포함한다. 그의 누이 동생 마조리는 어린이로서 화재에서 사망하였다. 레이는 15세의 나이로 학교를 떠났다. 그는 후에 제2차 세계 대전의 말기에 미국 육군에 입대하여 자신이 군사에 적응하는 데 분투하였어도 독일에서 복무하였고, 결국적으로 1948년 부적당과 적응의 부족으로 제대하였다.

## 시초의 유죄 판결과 첫 탈옥
범죄 활동을 위한 레이의 첫 유죄 판결은 캘리포니아주에서 도둑질로 1949년에 왔다. 1952년 그는 일리노이주에서 택시 운전사의 무장 강도로 징역 2년을 보냈다. 1955년 레이는 미주리주 한니발에서 우편환을 훔쳐 그러고나서 그것들을 플로리다주로 여행을 떠나는 데 날조한 후 우편 사기로 유죄 판결을 받았다. 그는 리번워스에서 징역 4년을 보냈다. 1959년 레이는 세인트루이스의 크로거에서 무장 강도에 120 달러를 훔쳐 잡혔다. 그는 되풀이된 위반들로 징역 20년을 선고받았다. 그는 1967년 교도소의 제빵소로부터 빵을 나르는 트럭에 숨으면서 미주리 주립 교도소를 탈출하였다.

## 1967년 활동
자신의 탈옥에 이어 레이는 미국과 캐나다를 통하여 이동에 머물어 먼저 세인트루이스로 가고, 그러고나서 시카고, 토론토, 몬트리올과 1966년도 포드 무스탕을 사고 앨라배마주 운전 면허증을 얻는 데 충분히 오래 머물던 버밍햄으로 전진하였다. 그러고나서 그는 멕시코로 차를 몰아 1967년 10월 19일 푸에르토발라르타에 정착하기 전에 아카풀코에 멈췄다.
멕시코에 있는 동안 "에릭 스타보 골트"라는 가명을 쓴 레이는 포르노그래피 영화 감독으로서 자신을 설립하는 시도를 하였다. 통신 판매의 설비를 이용한 그는 지방 매춘부들을 촬영하고 사진을 찍었다. 자신의 결과들과 좌절하고, 자신이 연애를 형성한 매춘부에 의하여 버려진 레이는 11월 16일 혹은 그날 경에 멕시코를 떠났다.
레이는 미국으로 귀국하여 11월 19일 로스앤젤레스에 도착하였다. 로스앤젤레스에 있는 동안 이는 지방 바텐더 학교에 참석하여 댄스 레슨을 받았다. 하지만 그의 주요 흥미는 조지 월리스의 대통령 선거 운동이었다. 레이는 흑인들에 강한 편견을 품고, 빠르게 월리스의 인종적 분리주의 강령으로 가까워졌다. 그는 노스 헐리우드에 있는 월리스의 선거 운동 본부에서 지원하는 데 로스앤젤레스에서 자신의 시간의 거의를 보냈다.
그는 우세하게 백인 소수자의 정권이 일방적으로 영국으로부터 독립을 취한 로디지아 (현재 짐바브웨)로 이주하는 숙고를 하였다. 로디지아에서 생활의 관념은 이후에 몇 년간 레이에게 지속적으로 흥미를 끌었고, 킹 목사의 암살 사건 후에 그의 의지한 목적지였다.

## 1968년 초기의 활동
1968년 3월 5일 레이는 러셀 해들리 박사에 의하여 이행된 코 성형수술을 받았다. 3월 18일 그는 로스앤젤레스를 떠나 조지아주 애틀랜타로 크로스컨트리 드라이브를 시작하였다.
3월 24일 애틀랜타에 도착한 레이는 하숙집으로 투숙하였다. 그는 도시의 지도를 샀다. FBI 요원들은 후에 애틀랜타에서 그가 머물고 있던 방을 찾을 때 이 지도를 찾아냈다. 지도에 마틴 루터 킹 주니어의 교회와 저택의 위치들이 동그라미가 그려져 있었다.
레이는 곧 다시 도로에 놓여 자신의 무스탕을 버밍햄으로 몰았다. 거기서 3월 30일 그는 에어로머린 공급 회사로부터 레밍턴 모델 760 게임마스터 .30-60-구경 소총과 탄약 20발이 든 탄약통 한 상자를 샀다. 그는 또한 자신이 소총으로 설치한 레드필드 2x-7x 스코프를 사기도 하였다. 그는 가게 주인들에게 자신의 동생과 함께 사냥 여행을 가고 있었다고 말했다. 레이는 멕시코에서 자신의 일정 기간 후에 골트라는 가명을 지속적으로 이용하였으나 자신이 이 매입을 이룬 후에 자신의 이름을 "하비 로우마이어"로서 주었다.
소총과 부속품을 매입한 후, 레이는 애틀랜타로 돌아갔다. 열성적인 신문 애독자인 레이는 애틀랜타 컨스티튜션을 읽는 자신의 시간을 지나갔다. 신문은 4월 1일을 위하여 예정이 잡힌 테네시주 멤피스로 킹 목사의 계획된 왕복 여행을 보고하였다. 4월 2일 레이는 가방을 싸고 멤피스로 차를 몰고 갔다.

## 마틴 루터 킹 주니어의 암살 사건

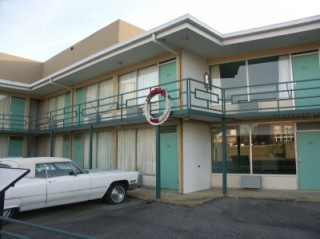
마틴 루터 킹 주니어가 암살된 멤피스에 있는 로레인 모텔 (현재 국립 공민권 박물관)

1968년 4월 4일 마틴 루터 킹 주니어 목사가 멤피스에 있는 로레인 모텔의 2층 발코니에서 서있을 때, 레이는 자신의 레밍턴 소총으로 킹을 살해하였다. 한 발의 총탄이 발사된 직후에 목격자들은 모텔 건너편 하숙집에서 레이가 달아나는 것을 보았는데 레이는 당시 하숙집 방을 임대하고 있었다. 레이의 지문이 묻어 있는 소총과 쌍안경이 들어 있는 꾸러미가 현장 근처에서 버려진 채 발견되었다.

### 체포와 항변

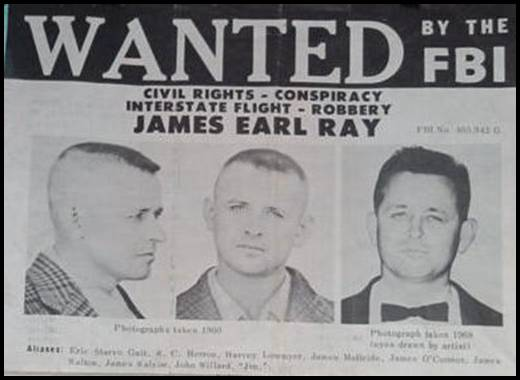
미국 연방수사국(FBI)이 배포한 제임스 얼 레이 현상수배 포스터

레이는 자신의 백색 포드 무스탕을 11시간 몰아 애틀랜타로 달아났다. 그는 자기 물건을 싣고서 캐나다로 달아났으며, 3일 후 토론토에 도착하여 한 달 이상 숨어 지냈고, "레이먼 조지 스나이드"라는 가명으로 캐나다 여권을 획득하였다. 그는 5월 후반에 토론토를 떠나 잉글랜드로 갔다. 그는 포르투갈 리스본에 잠시 머물다가 런던으로 돌아갔다.
6월 8일 킹이 사망한 지 2달 후 레이는 위조된 캐나다 여권으로 브뤼셀을 향하여 영국을 떠나려다가 런던 히스로 공항에서 체포되었다. 탑승 수속에서 티켓 판매 대리업자는 그의 여권에 스나이드라는 이름이 왕립 캐나다 기마경찰의 경계 사항 일람표에 있었다는 것을 알아챘다.
공항에서 공무원들은 레이가 2번째 이름 아래 또 다른 여권을 들었던 것을 알아챘다. 영국은 빠르게 레이가 킹의 살인 사건과 고발된 테네시주로 그를 송환하였다. 그는 1969년 3월 10일 자신의 41세 생일에 범죄로 자백하였고, 복죄한 후에 그는 징역 99년을 선고받았다.

### 자백의 철회
3일 후 그는 자신의 자백을 철회하였다. 레이는 변호사 퍼시 포먼의 조언에 사형 선고를 피하는 데 수고로 복죄에 들어갔다. 당시 테네시주 사형 집행 방법은 전기 사형이었다.
레이는 변호사 포먼을 해고하고 조롱하며 "Percy Fourflusher" (허세 부리는 퍼시)라고 불렀다. 레이는 1967년으로 돌아가 몬트리올에서 만난 "라울"이라는 가명을 이용한 남자가 깊게 연루되었다고 주장하기 시작하였다. 대신 그는 자신이 "직접 킹 목사를 쏘지 않았다"라고 단언하였으나 많은 이들이 부분적으로 그것을 알지 않고 책임져와 음모에 알아차렸다. 레이는 저널리스트 윌리엄 브래드퍼드 휴이에게 2달 후에 킹의 암살 사건의 이 설명과 자신의 비행을 말했다.
휴이는 이 이야기를 조사하였고, 어떤 세목들에 관하여 레이가 거짓말을 했다는 것을 발견하였다. 레이는 휴이에게 자신이 유명한 범죄인이 되는 것을 원했기 때문에 명백한 시각에서 소총에 자신의 지문들과 함께 그것을 무익하게 놓고 갔다고 말했다. 레이는 자신이 아주 영리했기 때문에 자신이 잡히지 않을 것이라고 납득되었다. 레이는 앨라배마 주지사 조지 월리스가 곧 대통령으로 선출될 것과 짧은 시간 만에 확신될 것을 믿었다. 레이는 비성공적으로 자신의 일생의 나머지를 복죄를 철회하고 재판을 확보하는 시도한 것으로 보냈다.

## 교도소 탈출
1977년 6월 10일 테네시주 페트로스에 있는 브러시 마운틴 주립 교도소에서 레이와 6명의 다른 죄수들이 탈출하였다. 그들은 6월 13일 다시 체포되었고, 탈옥 이전 선고된 형량에 추가되어 징역 100년이 선고되었다. 1980년대 초반에 내슈빌에 있는 테네시 주립 교도소에서 징역 살이를 하는 동안 레이는 킹의 사망 기념일에 뉴스 매체에 의한 기자 회견 인터뷰 요청을 받았다. 테네시주 교정 공동 공보관 딕 바움바크는 지방, 주립 & 국립 뉴스 매체에서 매년 기획한 기자 회견들을 조율하였다.

## 음모 진술들
레이는 자신의 변호사로서 자신이 저격을 위하여 책임적이 아니었다는 그의 주장을 흥행한 잭 커쇼를 기용하였다. 그의 주장은 그것이 다른 방법으로 "라울"이란 이름의 불확실한 남자의 음모의 결과로 지내온 것이다. 커쇼와 그의 고객들은 미국 암살 사건 특별 조사 위원회의 대표들과 만나고, 그들이 레이가 치명적인 발포를 쏘지 않았다는 것을 보이려고 한 것으로 느껴진 결정적이 아닌 것으로 증명한 사격의 시험들을 지휘하는 데 위원회를 확신시켰다.
커쇼는 탈출은 레이가 자신이 탈옥하는 데 필요한 외부의 보조와 함께 자신을 마련한 음모에서 연루되어 온 추가적 증거였다고 주장하였다. 커쇼는 플레이보이와 인터뷰의 일부로서 폴리그래프 시험을 택하는 데 레이를 확신시켰다. 레이는 인터뷰를 위한 교환에서 잡지에 의하여 변호사가 1만 1천 달러를 낸 것을 발견한 후에 커쇼를 해고시켰고, 대신 법적의 대표와 함께 자신을 증명하는 데 변호사 마크 레인을 기용하였다.

### 조롱 재판과 민사 소송
1997년 킹 목사의 아들 덱스터 킹은 레이와 만나 그에게 "기록을 위하여 나는 당신에게 묻고 싶은 데 당신이 나의 부친을 살인했나요?"라고 질문하였다. 레이는 "아니, 난 안 죽였다."라고 답하였고, 덱스터는 레이에게 킹 가족과 더불어 그를 믿었다고 말했으며, 킹 가족은 또한 레이가 새로운 재판을 승인해야 한다고 몰아냈다.
킹의 일생의 마지막 세월에 그의 친구 윌리엄 페퍼는 레이가 전혀 받지 않은 재판을 그에게 승인하는 시도에서 텔레비전으로 방영된 조롱 재판에서 레이를 대표하였다. 조롱 재판에서 검사는 힉먼 유잉이었다. 조롱 재판의 배심원은 레이를 무죄로 하였다.
1999년 11월 페퍼는 로이드 조어스에 대항하는 부당한 사망 시민 재판에서 킹 가족을 대표하였다. 멤피스의 식당 주인 조어스는 그해 12월 시민 재판소로 데려와져 마틴 루터 킹 주니어를 살해하는 데 음모의 일부로서 기소되었다. 그는 법적으로 책임있는 것으로 찾아지고, 킹 가족은 재정적 획득을 위하여 자신들이 사건을 추구하지 않았던 것을 보이는 데 선택된 총액 100 달러를 받아들였다. 12월 8일에 종결된 배심은 정부의 대리들을 포함한 다른 이들은 물론 조어스가 음모의 일부였다는 것을 찾아냈다. 킹 가족은 킹 목사의 살해와 함께 레이가 아무것도 관련되지 않은 것을 결론을 내렸다.
코레타 스콧 킹 여사는 "조어스에게 추가로 마피아, 지방, 주립과 연방 정부의 대리들의 음모가 나의 남편의 암살 사건에 깊게 연루된 재판이 있는 동안 나온 광대한 증거에 의하여 배심은 명확하게 확신되었습니다. 배심은 또한 암살자로서 제임스 얼 레이가 아닌 다른이었다는 것과 레이가 책임을 지는 데 위험한 처지에 빠진 것을 증명한 압도적인 증거를 단언하였습니다."라고 말하였다.
음모의 어떤 주장을 받아들인 킹 가족에 의하여 자극을 받은 미국의 법무장관 재닛 리노는 1998년 8월 26일 새로운 조사를 명령하였다. 2000년 6월 9일 미국 법무부는 멤피스의 시민 재판소 배심의 사실 인정들을 포함하여 킹을 암살하는 데 음모가 있었다는 진술들을 거절한 150 페이지의 보고문을 발간하였다.

## 사망
자신의 사망에 대비하여 레이는 병원 시설과 함께 한 최대 경비 교도소인 내슈빌의 로이스 M. 더베리 특별 필요 시설로 옮겨졌다.
1998년 4월 23일 레이는 70세의 나이에 C형 간염에 의하여 일으켜진 신장병과 간부전에 관련된 합병증으로 컬럼비아 내슈빌 기념 병원에서 사망하였다. 그의 동생 제리는 자신의 형이 "정부가 그를 대접하는 방향" 때문에 미국에서 매장되는 것을 원하지 않았다고 CNN에 말하였다. 레이의 시신은 화장되었고, 그의 재는 자신의 모친 가족의 조상들의 고향 아일랜드로 날아갔다. 10년 후에 레이의 다른 동생 존 래리 레이는 〈마지막에 진실:제임스 얼 레이와 마틴 루터 킹 주니어의 암살 사건 뒤의 언급되지 않은 이야기〉를 린든 바스턴과 함께 저서하였다.